# Glitnir

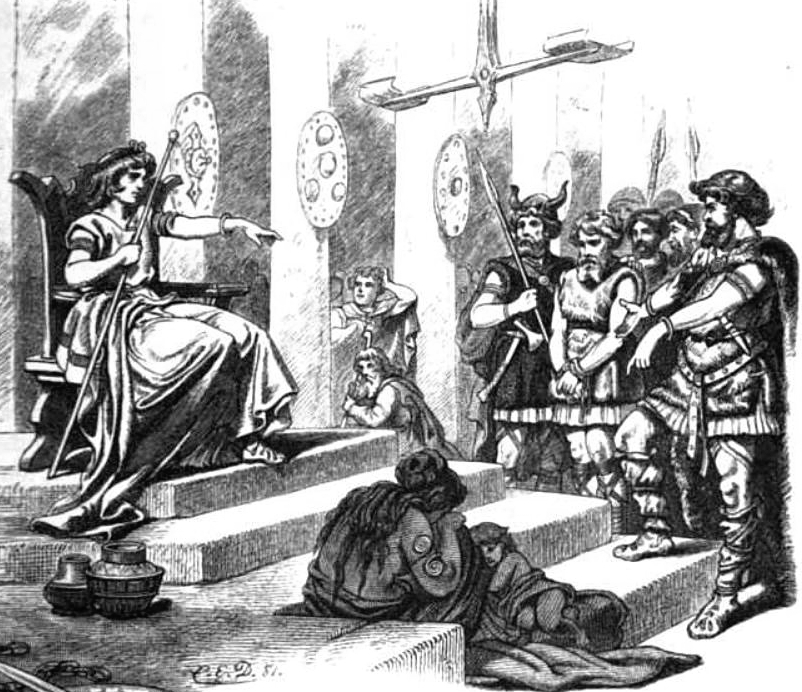
„Forseti in Glitnir“ von Carl Emil Doepler

Glitnir (altnord.: „strahlend“), auch als Glastheim bezeichnet, ist in der nordischen Mythologie einer der Götterpaläste in Asgard und der Wohnsitz des Gottes Forseti. Es handelt sich um einen glänzenden Saal, mit silbernem Dach und goldenen Säulen, in dem der Forseti Recht über Götter und Menschen spricht (Grímnismál, 15).

„Glitnir, ist die zehnte; auf goldnen Säulen ruht

Des Saales Silberdach.

Da thront Forseti den langen Tag

Und schlichtet allen Streit.“